# Notommata aethis
Notommata aethis är en hjuldjursart som beskrevs av Myers 1933. Notommata aethis ingår i släktet Notommata och familjen Notommatidae. Inga underarter finns listade i Catalogue of Life.